# Данилов, Дмитрий Алексеевич (писатель)
Дми́трий Алексе́евич Дани́лов (род. 31 января 1969, Москва, СССР) — русский писатель, драматург, поэт.

## Биография
Работал редактором и журналистом в корпоративной периодике. Входил в состав литературных групп «Осумасшедшевшие Безумцы» (2002—2005) и «Киберпочвенники». Публиковался в журналах: «Новый мир», «©оюз Писателей», «Русская проза»; различных интернет-изданиях. Переводился на английский, нидерландский и итальянский языки. Автор:
повестей:
- 2004 — «День или часть дня»,
- 2004 — «Чёрный и зелёный»,
- 2006 — «Дом десять»;

романов:
- 2010 — «Горизонтальное положение»,
- 2012 — «Описание города»,
- 2015 — «Есть вещи поважнее футбола»,
- 2021 — «Саша, привет!»,
- 2023 — «Пустые поезда 2022 года»;

книг стихов:
- 2014 — «И мы разъезжаемся по домам»,
- 2015 — «Переключатель»,
- 2016 — «Два состояния»,
- 2017 — «Серое небо»,
- 2018 — «Печаль будет длиться вечно»,
- 2023 — «Как умирают машинисты метро»
- 2025 — «Imagine»;

пьес:
- 2016 — «Человек из Подольска»,
- 2017 — «Серёжа очень тупой»,
- 2018 — «Свидетельские показания»,
- 2019 — «Что вы делали вчера вечером?»,
- 2020 — «Выбрать троих»;

либретто монооперы Михаила Крутика «Концерт для Повара с Оркестром» и оперы «Путь к сердцу» (2018). 
В 2010 году рукопись «Горизонтального положения» номинировалась на российскую премию «Национальный бестселлер». В 2011 году роман «Горизонтальное положение» попал в финал российской национальной литературной премии «Большая книга» и в короткий список российской литературной премии «НОС». В 2013 году роман «Описание города» вошёл в список финалистов «Большой книги». В 2016 году стал лауреатом премии «Независимой газеты» «Нонконформизм» в номинации «Нонконформизм-Поступок» за роман «Есть вещи поважнее футбола». В 2019 году писатель стал лауреатом Премии Андрея Белого в номинации «проза».
Пьесы Дмитрия Данилова «Человек из Подольска», «Свидетельские показания», «Серёжа очень тупой» неоднократно ставились на сценах российских театров (Театр «Практика», Мастерская Петра Фоменко, Театр.doc, «Современник»). 
В 2018 году пьеса «Человек из Подольска» (постановка Театр.doc) получила премию «Золотая маска» в номинации «работа драматурга». Пьеса «Человек из Подольска» получила более пятидесяти постановок в России и за рубежом (Белоруссия, Литва, Латвия, Болгария, Казахстан). С пьесами Данилова работали такие режиссеры, как Михаил Угаров, Марина Брусникина, Михаил Бычков, Оскарас Коршуновас, Евгений Каменькович, Семён Александровский и многие другие.
Осенью 2020 года состоялась премьера фильма «Человек из Подольска» (режиссёр Семён Серзин), поставленного по одноимённой пьесе Данилова.
В 2021 году стал лауреатом «Московской Арт Премии» в номинации «Литература» за книгу «Человек из Подольска» и другие пьесы».
28 августа 2022 года на ММКФ состоялась премьера фильма Семёна Серзина «Похожий человек», в основу сценария которого легла пьеса Данилова «Свидетельские показания».
16 сентября 2022 года Дмитрий Данилов стал лауреатом литературной премии «Ясная Поляна» в номинации «Современная русская проза» за роман «Саша, привет!». 
23 сентября 2022 года в Театр.doc прошёл предпремьерный показ спектакля Игоря Стама «Путь к сердцу» по одноимённой пьесе Данилова, а 24 сентября состоялась премьера спектакля «Саша, привет!» на сцене Театра наций (режиссёр Марат Гацалов).

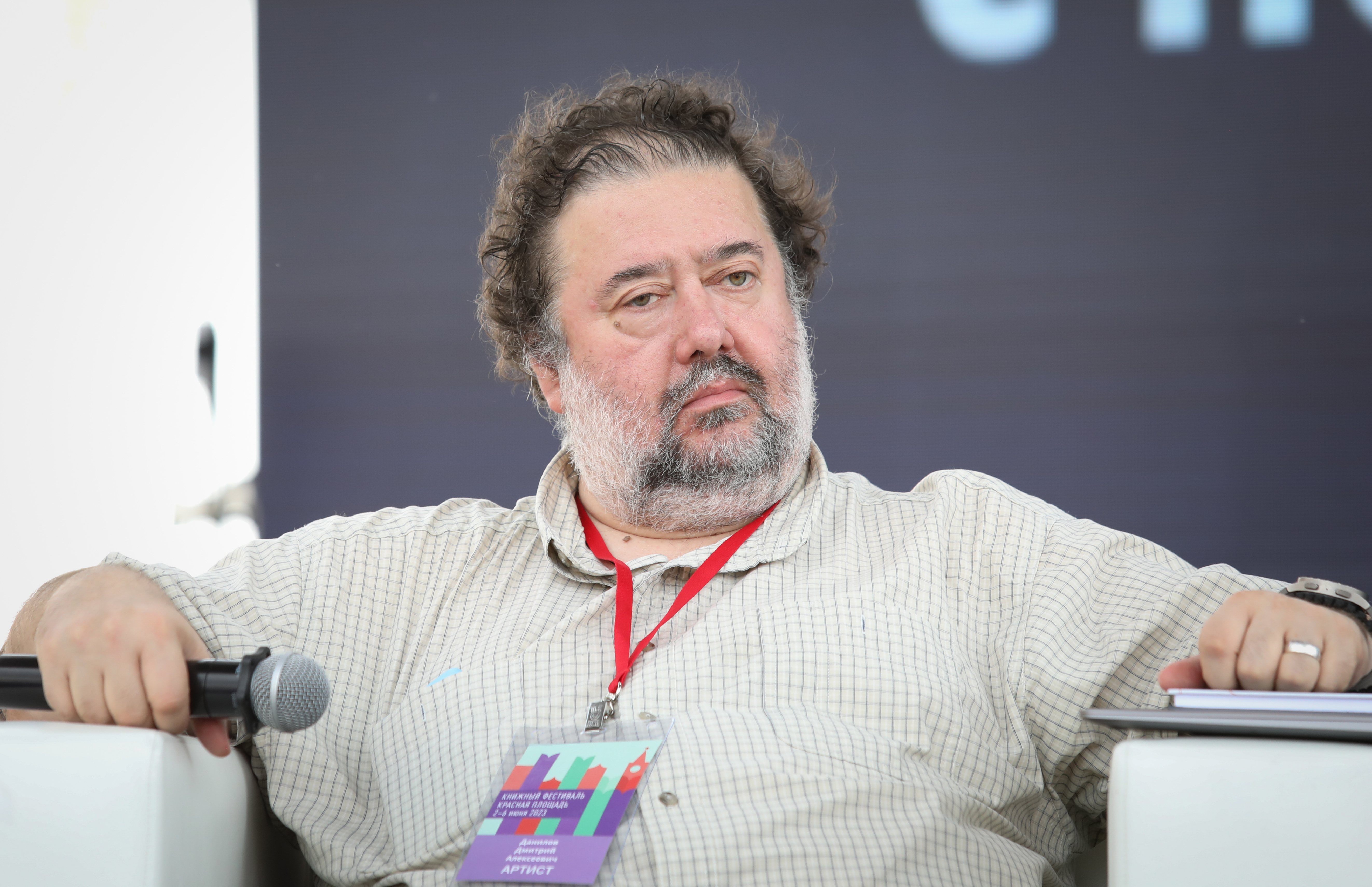
Дмитрий Данилов на книжном фестивале «Красная площадь» - 2023

## Отзывы
По мнению российского литературного критика и литературоведа Ирины Роднянской, «[н]епосредственная радость от его [Дмитрия Данилова] фразы, от всей ауры его письма, непроизвольность порыва навстречу пишущему и описывающему осложняются у профессионального читателя кучей литературных и философских ассоциаций: как это получается? на что это похоже? что за этим стоит? <…> Конечно, это — проза, но опирающаяся на живую, неписьменную речь, как настоящая поэзия, и, как поэзия же, совершающая возгонку реальности — не возвышающей лексикой, а самим своим строем».